# Northern Premier League
Northern Premier League, med det sponsrade namnet Evo-Stik League, är en regional fotbollsliga i norra England och norra Wales som återfinns på nivå sju och åtta i det engelska ligasystemet. Ligan är uppbyggd av en högsta division, kallad Premier Division, och två underdivisioner kallade Division One East och Division One West.

## Historia
Northern Premier League (NPL) grundades 1968 som den nordliga motsvarigheten till Southern Football League, långt efter grundandet av de andra två ligorna som i dag ligger på nivå sju i det engelska ligasystemet, Southern Football League och Isthmian League. Vid grundandet låg NPL direkt under The Football League i likhet med den äldre ligan i området, Northern League. Under de kommande åren tog NPL successivt över förstaplatsen i norra England i stället för Northern League, vilken till slut tvingades att acceptera att vara under NPL i ligasystemet.
När Alliance Premier League grundades 1979 föll NPL ned en nivå i ligasystemet och 2004, när den förstnämnda ligan bildade två underdivisioner, föll NPL ned ytterligare en nivå. Det är sedan dess alltså två nivåer mellan NPL och English Football League.
NPL bestod av en enda division fram till 1987, då en underdivision bildades, Division One. Den högre divisionen fick namnet Premier Division. Division One delades 2007 upp i två regionala divisioner, Division One North och Division One South, vilka 2018 arrangerades om till Division One East och Division One West.
Under åren har NPL haft flera klubbar från norra Wales och även en klubb från södra Skottland.

## Organisation
NPL har sedan 2007 tre divisioner, toppdivisionen Premier Division och två underdivisioner, sedan 2018 kallade Division One East och Division One West. Premier Division har 22 klubbar medan de andra två har 20 klubbar vardera.
Vinnarna av Premier Division går upp till National League North (teoretiskt kan uppflyttning även ske till National League South, men det har till och med 2017 aldrig inträffat). Uppflyttade blir även vinnarna av ett playoff mellan klubbarna på placeringarna två till fem. De fyra lägst placerade klubbarna åker ur, i första hand till Division One East eller Division One West men nedflyttning kan även ske till en lägre division i Southern Football League.
Vinnarna av de två underdivisionerna flyttas upp till Premier Division tillsammans med vinnarna av ett playoff mellan klubbarna på placeringarna två till fem. De två lägst placerade klubbarna i varje division åker ur till någon av matarligorna under NPL, förutsatt att det finns tillräckligt många klubbar där som lämpar sig för uppflyttning.
Uppflyttade till NPL blir vinnarna av Northern League, Northern Counties East Football League och North West Counties Football League. Även vinnarna av Midland Football League och United Counties League kan bli uppflyttade till NPL. Det finns även en möjlighet att klubbar kan flyttas mellan NPL och Southern Football League för att antalet klubbar i ligorna ska vara jämnt fördelat.
Klubbarna i Premier Division går in i FA-cupen i den första kvalomgången och klubbarna i de båda lägre divisionerna går in i den förberedande omgången. Alla klubbar i NPL får även delta i FA Trophy.
NPL har även en egen cup, med det sponsrade namnet Integro League Cup, där alla ligans klubbar får delta. Förut fanns det fler cuper (Peter Swales Shield, President's Cup och Chairman's Cup), men dessa har alla lagts ned.

## Vinnare
| Säsong  | Northern Premier League |
| ------- | ----------------------- |
| 1968/69 | Macclesfield Town*      |
| 1969/70 | Macclesfield Town* (2)  |
| 1970/71 | Wigan Athletic*         |
| 1971/72 | Stafford Rangers*       |
| 1972/73 | Boston United*          |
| 1973/74 | Boston United* (2)      |
| 1974/75 | Wigan Athletic* (2)     |
| 1975/76 | Runcorn*                |
| 1976/77 | Boston United* (3)      |
| 1977/78 | Boston United* (4)      |
| 1978/79 | Mossley*                |
| 1979/80 | Mossley* (2)            |
| 1980/81 | Runcorn (2)             |
| 1981/82 | Bangor City             |
| 1982/83 | Gateshead               |
| 1983/84 | Barrow                  |
| 1984/85 | Stafford Rangers (2)    |
| 1985/86 | Gateshead (2)           |
| 1986/87 | Macclesfield Town (3)   |

| Säsong  | Premier Division       | Division One         |
| ------- | ---------------------- | -------------------- |
| 1987/88 | Chorley                | Fleetwood Town       |
| 1988/89 | Barrow (2)             | Colne Dynamoes       |
| 1989/90 | Colne Dynamoes*        | Leek Town            |
| 1990/91 | Witton Albion          | Whitley Bay          |
| 1991/92 | Stalybridge Celtic     | Colwyn Bay           |
| 1992/93 | Southport              | Bridlington Town     |
| 1993/94 | Marine*                | Guiseley             |
| 1994/95 | Marine* (2)            | Blyth Spartans       |
| 1995/96 | Bamber Bridge*         | Lancaster City       |
| 1996/97 | Leek Town              | Radcliffe Borough    |
| 1997/98 | Barrow (3)             | Whitby Town          |
| 1998/99 | Altrincham             | Droylsden            |
| 1999/00 | Leigh RMI              | Accrington Stanley   |
| 2000/01 | Stalybridge Celtic (2) | Bradford Park Avenue |
| 2001/02 | Burton Albion          | Harrogate Town       |
| 2002/03 | Accrington Stanley     | Alfreton Town        |
| 2003/04 | Hucknall Town          | Hyde United          |
| 2004/05 | Hyde United            | North Ferriby United |
| 2005/06 | Blyth Spartans         | Mossley              |
| 2006/07 | Burscough              | Buxton               |

| Säsong  | Premier Division     | Division One North   | Division One South    |
| ------- | -------------------- | -------------------- | --------------------- |
| 2007/08 | Fleetwood Town       | Bradford Park Avenue | Retford United*       |
| 2008/09 | Eastwood Town        | Durham City          | Retford United (2)    |
| 2009/10 | Guiseley             | Halifax Town         | Mickleover Sports     |
| 2010/11 | Halifax Town         | Chester              | Barwell               |
| 2011/12 | Chester              | Fylde                | Grantham Town         |
| 2012/13 | North Ferriby United | Skelmersdale United  | King's Lynn Town      |
| 2013/14 | Chorley (2)          | Curzon Ashton        | Halesowen Town        |
| 2014/15 | United of Manchester | Salford City         | Mickleover Sports (2) |
| 2015/16 | Darlington 1883      | Warrington Town      | Stafford Rangers      |
| 2016/17 | Blyth Spartans (2)   | Lancaster City       | Shaw Lane             |
| 2017/18 | Altrincham (2)       | South Shields        | Basford United        |

* Inte uppflyttade till nästa nivå